# Upper Poppleton
Upper Poppleton is een civil parish in het bestuurlijke gebied City of York, in het Engelse graafschap North Yorkshire met 1997 inwoners.

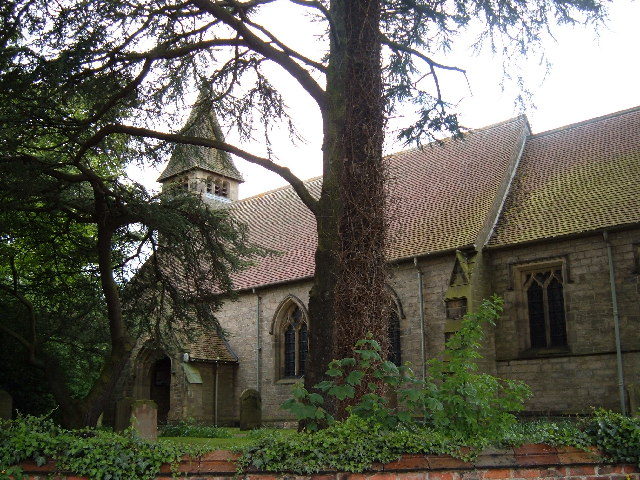
All Saints Church